# Курма (приток Лумпуна)
Курма — река в России. Берёт начало в Унинском районе Кировской области, а далее течёт по Сюмсинскому району Удмуртии. Устье реки находится в 74 км по правому берегу реки Лумпун. Длина реки составляет 12 км, площадь водосборного бассейна 48,7 км². Направление течения — юго-восток, всё течение проходит по ненаселённому лесу.

## Данные водного реестра
По данным государственного водного реестра России относится к Камскому бассейновому округу, водохозяйственный участок реки — Вятка от водомерного поста посёлка городского типа Аркуль до города Вятские Поляны, речной подбассейн реки — Вятка. Речной бассейн реки — Кама.
Код объекта в государственном водном реестре — 10010300512111100039030.